# Matthew Decker
Matthew Decker, 1er baronnet (1679 - 18 mars 1749) est un marchand, écrivain et homme politique anglais, qui siège à la Chambre des communes de 1719 à 1722. 

## Jeunesse
Il est né à Amsterdam, fils de Derick Decker d’Amsterdam et de son épouse Katherina. Il fait ses études à Amsterdam et part à Londres en 1702 et s’y établit comme marchand. Il réussit remarquablement dans sa vie professionnelle, s’enrichit et reçoit de nombreux honneurs. Il épouse Henrietta Watkins, fille du révérend Richard Watkins, recteur de Whichford dans le Warwickshire avant 1711. 

## Carrière commerciale et politique
Il est gouverneur de la Compagnie de la mer du Sud de 1711 à 1712 et devient administrateur de la Compagnie britannique des Indes orientales en 1713, poste qu'il occupe jusqu'en 1743. Il est créé en 1716 baronnet de Londres par George Ier. 
Avec l'aide du duc de Chandos, Decker est élu sans opposition en tant que député de Bishop's Castle lors d'une élection partielle le 17 décembre 1719. Chandos est un de ses clients pour lequel il achète des peintures et des tapisseries aux Pays-Bas. En 1720, Decker est assistant de la Royal African Company et devient gouverneur adjoint de la Compagnie des Indes orientales jusqu'en 1721. En 1721, il déclare à Chandos qu'il en a assez du Parlement et ne se présente pas aux élections générales de 1722.
Il est gouverneur de la Compagnie des Indes orientales de 1725 à 1726 et en est le président en 1725. Il est élu haut-shérif de Surrey en 1729. Également en 1729, il est à nouveau gouverneur adjoint de la Compagnie des Indes, gouverneur de 1730 à 1733. et président de 1730 à 1732.

## Publications
La renommée de Decker en tant qu'écrivain du commerce repose sur deux traités. Le premier, intitulée Considérations sérieuses sur les nombreux droits élevés que la nation en général, et le commerce en particulier, travaille, avec une proposition visant à empêcher le retrait de marchandises, à décharger le commerçant de toute perquisition et à élever tous les approvisionnements publics en une taxe unique (1743 ; nom apposé sur la 7e édition, 1756), proposait de supprimer les droits de douane et de substituer une taxe aux maisons. Il a également suggéré de supprimer les taxes sur le thé et de substituer une taxe de licence aux ménages souhaitant le consommer. Le second, Essai sur les causes du déclin du commerce extérieur, et par conséquent sur la valeur des terres en Grande-Bretagne et sur les moyens de restaurer les deux (1744), a été attribué à W. Richardson, mais des preuves internes sont fortement en faveur de la paternité de Decker. Il préconise le plan de licence dans une forme étendue; demande instamment l'abrogation des droits d'importation et des primes, et se montre en général si partisan de la doctrine du libre-échange qu'il est l'un des plus importants penseurs du début des sciences économiques.

## Famille
Il est décédé le 18 mars 1749. Il a un fils décédé jeune et trois filles mais seules deux filles se sont mariées :
- Catherine (décédée en 1786), qui épouse Richard Fitzwilliam (6e vicomte Fitzwilliam)[4]
- Henrietta Anne (décédée en 1747), qui épouse John Talbot, sans descendance[5]

Il n'a pas d'héritier masculin survivant et le titre de baronnet disparait. Sa fortune et ses biens sont transmis à sa fille survivante Catherine, puis à son fils Richard Fitzwilliam (7e vicomte Fitzwilliam).